# Proščanije slavjanki
Hymna Tambovské oblasti, jedné z oblastí Ruské federace, je skladba Proščanije slavjanki (česky Loučení Slovanky). Jedná se o vlasteneckou pochodovou skladbu z roku 1912, kterou napsal ruský hudební skladatel Vasilij Agapkin. V době první světové války se skladba celosvětově zpopularizovala. Poté byla považována za jednu z hymen Bílého hnutí. V roce 2002 se skladba stala hymnou Tambovské oblasti.

## Skladba
Skladbu složil Vasilij Agapkin během studia na hudební akademii ve městě Tambov v letech 1912–1915, ze které poté přešel do armády. Jako základ skladby byl použit motiv z písně Ах, зачем нас забрали в солдаты... („Ach, proč nás povolali do armády...“) z let 1904 až 1905, původně protiválečné písně, která byla během rusko-japonské války zakázána carským režimem. Kompozice skladby je inspirována motivem z předehry Egmont od Ludwiga van Beethovena. Pochod byl prvně představen ke konci roku 1912 na cvičné kontrole 7. záložního jezdeckého pluku ve městě Tambov. Následně vyšel u Zimmermanovy vydavatelské asociace. V létě roku 1915 byl pak vydán v Kyjevě na gramofonové desce. Píseň se rychle zpopularizovala během mobilizace ruských vojáků odcházejících na frontu první světové války. Během ruské občanské války byla používána jako neoficiální hymna Bílé armády admirála Kolčaka, avšak verzi bez textu používala následně i Rudá armáda.
Proščanije slavjanki je pochodová skladba, ale melodicky se vymyká klasickým vojenským pochodům. Melodická linka na začátku písně klesá, místo aby stoupala nahoru, což budí ze skladby smuteční dojem. Později se pochod promění v tóninu durové stupnice. Inspirací pro skladbu byla aktuální mezinárodní situace probíhající první balkánské války v letech 1912–1913. V názvu skladby autor poukazuje na loučení se slovanské ženy se svým manželem odcházejícím na frontu. Ač Rusko v době první balkánské války přímo nebojovalo, slovanské země na Balkáně bojující spolu s Řeky proti Osmanské říši jsou vnímány jako bojovníci pravoslavného křesťanství proti Islámu.

## Užívání

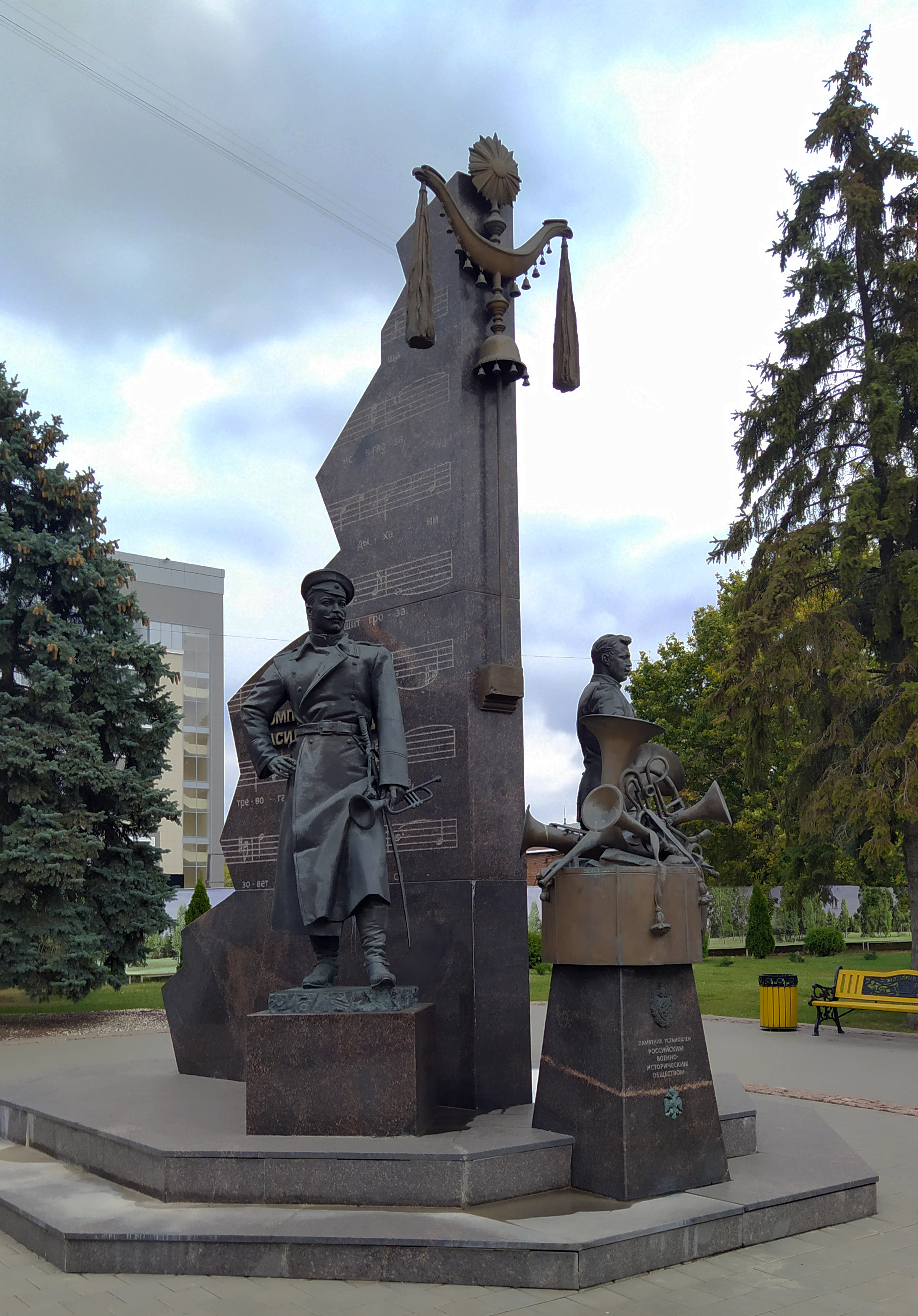
Památník vojenské hudbě v Tambově s podobou Vasilije Agapkina

V roce 1918 byla hudba použita jako dělnická píseň finských rudých gard ve bojujících ve Finské občanské válce pod názvem "Vapaa Venäjä" ("Svobodné Rusko"). V roce 1941 byla skladba použita během sovětské přehlídky k výročí Říjnové revoluce na Rudém náměstí v Moskvě. V Polsku během druhé světové války se hudba skladby používala jako partyzánská píseň Zemské armády pod názvem "Rozszumiały się wierzby płaczące" ("Slzící vrby začaly šumět") s textem polského kapelníka Romana Ślęzaka. V roce 1944 budoucí izraelský spisovatel Ion Degen napsal na hudbu slova válečné básně "Můj soudruh v bolestech smrti". V roce 1945 napsal Haim Hefer hebrejskou verzi  "בין גבולות" ("Mezi hranicemi") pro jednotky Palmach, elitní jednotky židovské sionistické armády Hagana. Dnes ji užívají Izraelské obranné síly.
V roce 1958 byla skladba použita v sovětském filmu Jeřábi táhnou, který získal Zlatou palmu na filmovém festivalu v Cannes. Skadba byla použita v roce 1985 ve stejnojmenném válečném filmu Proščanije slavjanki, v roce 1990 v sovětském filmu Raspad o černobylské havárii. V roce 1996 ji Sergej Bodrov použil ve svém protiválečném filmu Kavkazský zajatec, v roce 2004 pak byla použita v dramatu 72 metrů. V roce 2007 ji Mike Nichols použil v americkém filmu Soukromá válka pana Wilsona.

## Hymna
V 90. letech 20. století byla skladba zvažována jako kandidát na státní hymnu Ruské federace především liberální stranou Jabloko. V roce 2002 byla přijata jako regionální hymna ruské Tambovské oblasti. Celkově je skladba považována za jeden z neoficiálních ruských národních symbolů. 8. května 2014 byl na Běloruském nádraží v Moskvě odhalen pomník Proščanije slavjanki, zobrazující vojáka loužícího se se slovanskou ženou.

## Slova
Textů ke skladbě existuje nespočet. Jeho nejstarší dochovaná verze pochází z roku 1914. V Sovětském svazu byl k skladbě vytvořen nový text, aby vyhovovala sovětskému režimu. Jeho první verze vznikla v roce 1941 a další verze A. Fedotova v roce 1967, kdy do textu byla přidána zmínka o Bitvě o Berlín v roce 1945. V roce 1984 napsal V. Lazarev další verzi textu bez zmínek o Sovětském svazu. V roce 1997 napsal A. Mingaljov novou verzi přibližující se původní bělogvardějské verzi textu. V roce 2002 A. Mitrofanov napsal text písně oslavující místo vzniku písně Tambovskou oblast, která se poté stala oficiální hymnou oblasti.

### Verze z roku 1914
Vspoili vy nas i vskormili,
Otčizny rodnye polja.
I my bezzavetno ljubili
Tebja, Svjatoj Rusi zemlja.
No groznyj čas borʹby nastal,
Kovarnyj vrag na nas napal.
I každomu, kto Rusi syn,
Na boj s vragom lišʹ putʹ odin.

### Nejznámější verze z roku 1997
Vstań za Veru, Russkaja Zemlja!
Mnogo pesen my v serdce složili,
Vospevaja rodnyje kraja
Bezzavetno tebja my ljubili,
Svjatorusskaja naša zemlja.
Vysoko ty glavu podnimala –
Slovno solnce tvoj lik vossijal.
No ty žertvoju podlosti stala –
Teh, kto predal tebja i prodal!
I snova v pohod truba nas zovjot.
My vse vstanem v stroj
I vse pojdjom v svjaščennyj boj.
Vstań za Veru, Russkaja Zemlja!
Ždut pobedy Rossii svjatyje.
Otzoviś, pravoslavnaja rat'!
Gde Il'ja tvoj i gde tvoj Dobrynja?
Synovej kličet Rodina-mat'.
Pod horugvi my vstanem vse smelo
Krestnym hodom s molitvoj pojdjom,
Za Rossijskoje pravoje delo
Krov' my russkuju čestno prol'jom.
Vstań za Veru, Russkaja Zemlja!
Vse my – deti velikoj deržavy,
Vse my pomnim zavety otcov
Radi Rodiny, Česti i Slavy
Ne žalej ni sebja, ni vragov.
Vstań, Rossija, iz rabskovo plena,
Duh pobedy zovjot: v boj, pora!
Podnimi bojevyje znamena
Radi Very, Ljubvi i Dobra!

### Hymna Tambovské oblasti z roku 2002
Na prostorah beskrajnih i sinih,
Gde berjozy ljubujutsja Cnoj,
V samom serdce velikoj Rossii
Ty raskinulsja, kraj naš rodnoj.
Polyhali zlovešče zarnicy,
No v istoriju groznyh vekov
Ty vpisal svojej slavy stranicy,
Čest', svobodu hranja ot okov.
Tambovskij naš kraj,
V vekah procvetaj!
Ty slaven ljud'mi,
Hrani, Gospod', tebja, hrani!
I pust' letjat goda,
Ty s nami, naš kraj, navsegda.
Zdeś rodiliś my,
I s etim krayem
U nas na vseh odna sud'ba.
Zdeś rodiliś my,
I s etim krajem
U nas na vseh odna sud'ba.
S pul'som Rodiny šag svoj sverjaja,
Kraj ljubimyj naš smotrit vperjod,
Slavu vernyh synov umnožaja,
Tvjordoj postul'ju k sčast'ju idjot.
Pust' zametneje budut uspehi,
Horošejet ljubimyj naš kraj,
Na zemle blagodatnoj vo veki
Cvetom jabloń svoih rascvetaj.